# (6021) 1991 TM
(6021) 1991 TM là một tiểu hành tinh vành đai chính. Nó được phát hiện bởi Robert H. McNaught ở Đài thiên văn Siding Spring ở Canberra, Australia, ngày 1 tháng 10 năm 1991.